# 25538 Markcarlson
25538 Markcarlson (tên chỉ định: 1999 XN158) là một tiểu hành tinh vành đai chính. Nó được phát hiện bởi dự án Nghiên cứu tiểu hành tinh gần Trái Đất Lincoln ở Socorro, New Mexico, ngày 8 tháng 12 năm 1999. Nó được đặt theo tên Mark Carlson, an American educator ở Aurora, Illinois.